# Lihua, Libo
Lihua (kinesiska: 立化, 立化镇) är en köping i Kina. Den ligger i provinsen Guizhou, i den sydvästra delen av landet, omkring 210 kilometer sydost om provinshuvudstaden Guiyang. Antalet invånare är 5012. Befolkningen består av 2 000 kvinnor och 3 012 män. Barn under 15 år utgör 17,0 %, vuxna 15-64 år 76 %, och äldre över 65 år 5,0 %.